# Carpazi Occidentali Interni
I Carpazi Occidentali Interni sono una parte della catena montuosa dei Carpazi. Si trovano soprattutto in Slovacchia e, più marginalmente, in Polonia ed Ungheria.

## Classificazione
Essi, dal punto di vista geologico, sono considerati una sottoprovincia ed hanno la seguente classificazione:
- catena montuosa = Carpazi
- provincia geologica = Carpazi Occidentali
- sottoprovincia = Carpazi Occidentali Interni.

## Suddivisione
I Carpazi Occidentali Interni sono ulteriormente suddivisi in aree e gruppi montuosi:

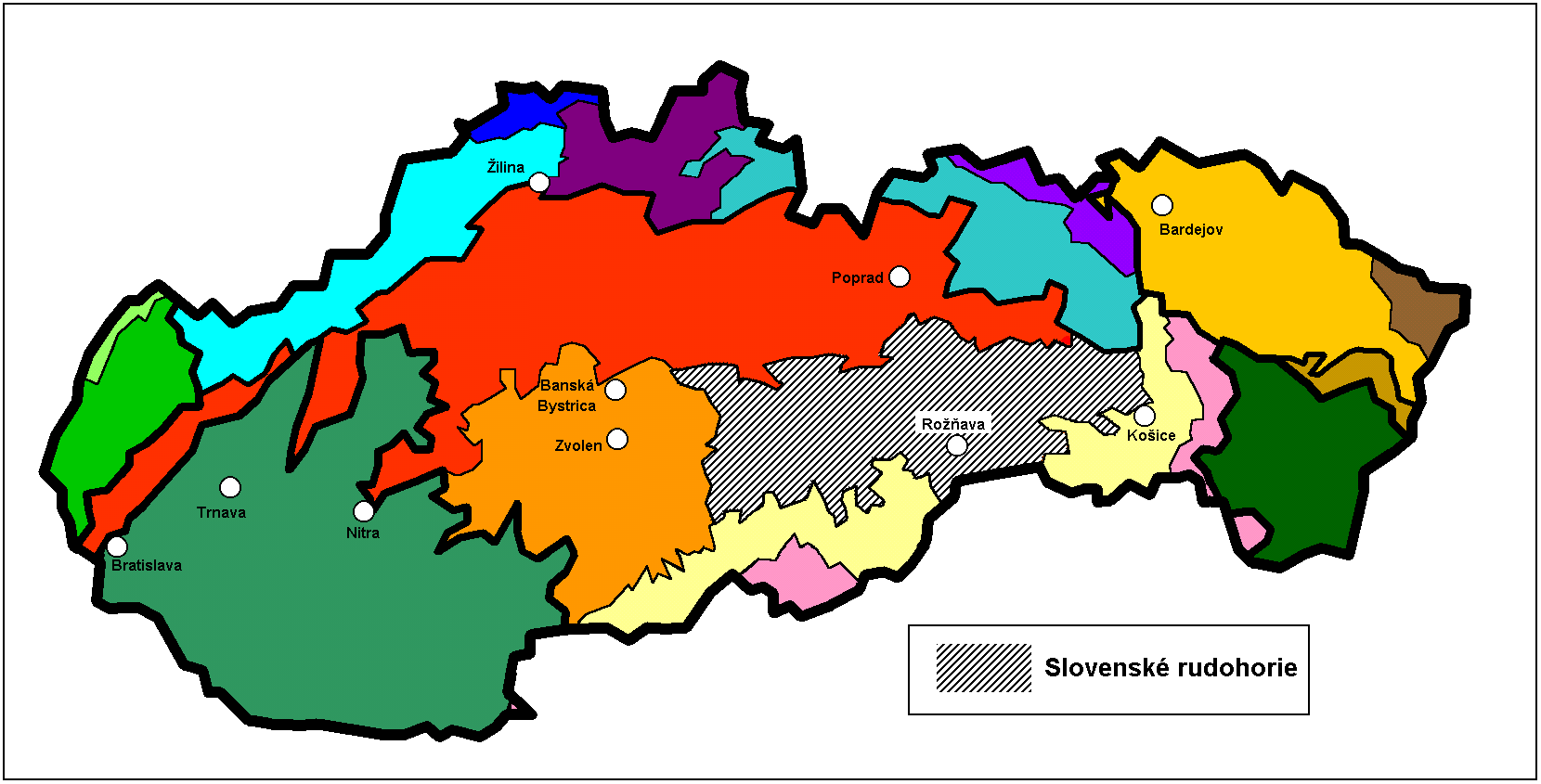
I Monti Metalliferi Slovacchi sono indicati in grigio

- Monti Metalliferi Slovacchi (SK) (area)
  - Monti Vepor (Veporské vrchy)
  - Spiš-Gemer Karst (Spišsko-gemerský kras)
  - Stolické vrchy
  - Revúcka vrchovina (Altopiani di Revúca)
  - Volovské vrchy (Monti Volovec)
  - Čierna hora (Montagna Nera)
  - Rožňavská kotlina (Bacino di Rožňava)
  - Carso slovacco (Slovenský kras) e Carso del Borsod settentrionale (Hungarian: Észak-Borsodi karszt; collocati nel nord dell'Ungheria)

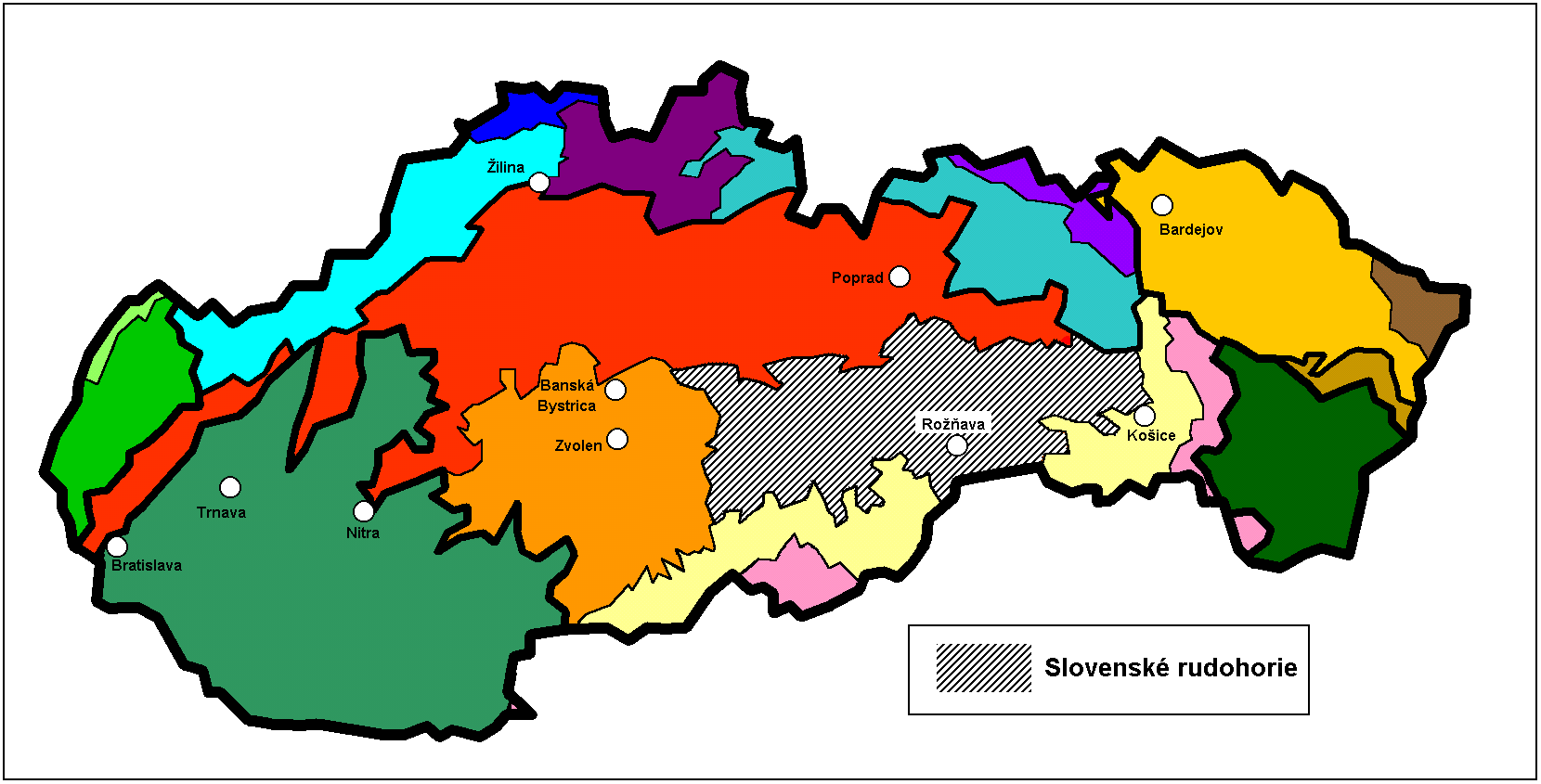
L'Area Fatra-Tatra in rosso nella cartina della Slovacchia.

- Area Fatra-Tatra (SK/PL/AT) * (area) (in Slovacco:Fatransko-tatranská oblasť)
  - Piccoli Carpazi (SK: Malé Karpaty) + Monti Hainburg (AT: Hainburger Berge)
  - Považský Inovec
  - Tribeč
  - Monti di Strážov (Strážovské vrchy)
  - Monti di Súľov (Súľovské vrchy)
  - Žiar
  - Piccola Fatra (Malá Fatra)
  - Grande Fatra (Veľká Fatra)
  - Monti Staré Hory (Starohorské vrchy)
  - Monti Choč (Chočské vrchy)
  - Monti Tatra (SK/PL: Tatry)
  - Bassi Tatra (Nízke Tatry)
  - Kozie chrbty
  - Branisko
  - Bacino di Žilina (Žilinská kotlina)
  - Bacino del Nitra superiore (Hornonitrianska kotlina)
  - Bacino del Turiec (Turčianska kotlina)
  - Podtatranská kotlina (Sub-Tatra Basin)
  - Bacino dell'Hornád (Hornádska kotlina)
  - Horehronské podolie

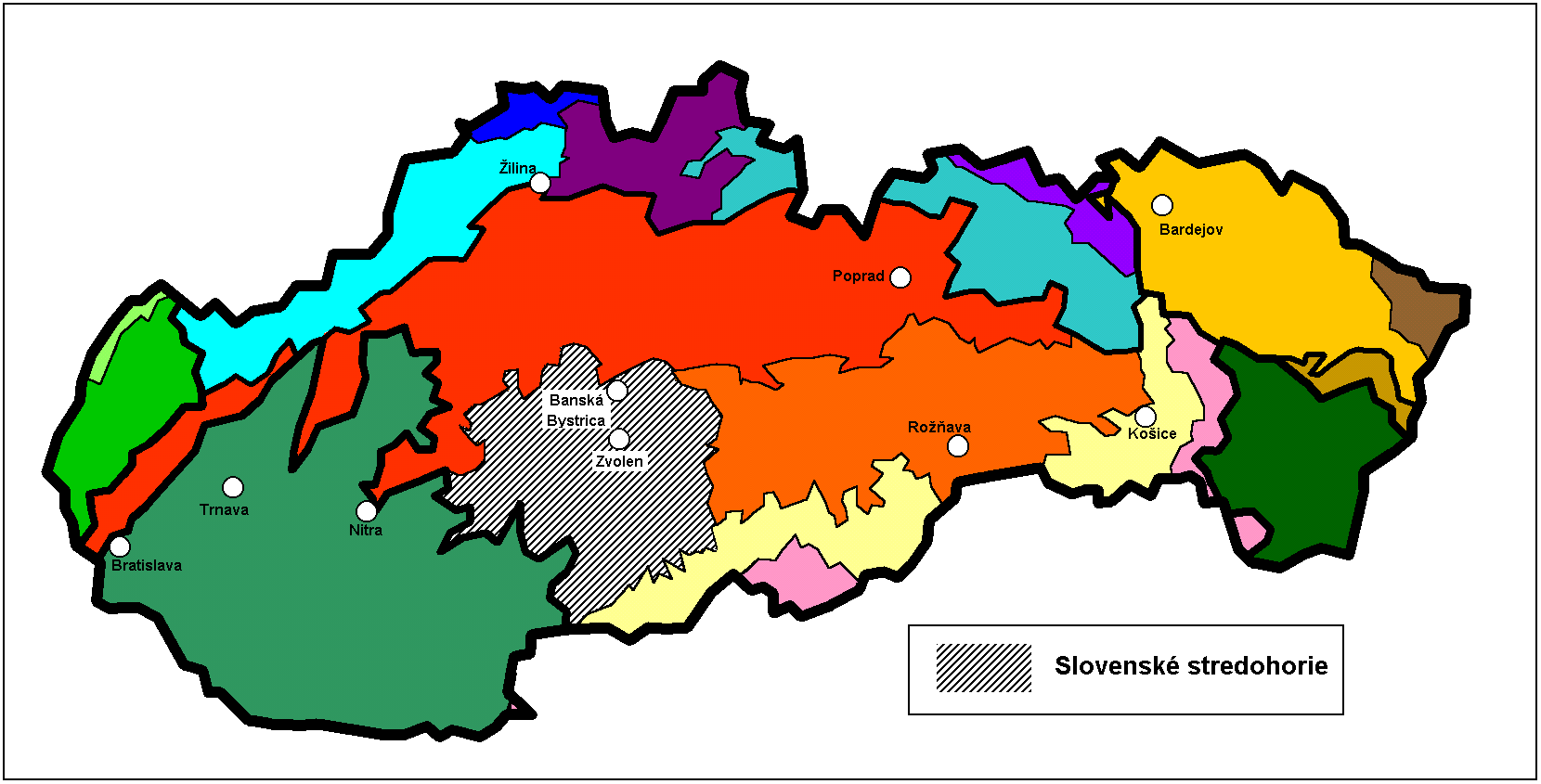
Localizzazione dei Monti Slovacchi Centrali nella cartina della Slovacchia (in grigio).

- Monti Slovacchi Centrali (SK) (area) (SK: Slovenské stredohorie, EN: Slovakian mid-mountainous region)
  - Vtáčnik
  - Hron Inovec (Pohronský Inovec)
  - Monti di Štiavnica (Štiavnické vrchy)
  - Monti di Kremnica (Kremnické vrchy)
  - Poľana
  - Ostrôžky
  - Javorie
  - Pianura di Krupina (Krupinská planina)
  - Bacino di Zvolen (Zvolenská kotlina)
  - Bacino di Pliešovce (Pliešovská kotlina)
  - Bacino di Žiar (Žiarska kotlina)
- Depressione Lučenec-Košice (SK/HU) (area) (SK: Lučensko-košická zníženina)
  - Bacino Slovacco Meridionale (SK: Juhoslovenská kotlina) + Bacino Centrale Ipoly (HU: Középsö-Ipoly-medence) + Colline Borsod (HU: Borsodi-dombság)
  - Colline di Bodva (SK: Bodvianska pahorkatina)
  - Bacino di Košice (SK: Košická kotlina) + Bacino della valle dell'Hernád (HU: Hernádvölgy-medence)
- Area Mátra-Slanec (SK) /Rilievi precarpatici settentrionali (HU) (area) (SK: Matransko-slanská oblasť, HU: Északi-középhegység)
  - Börzsöny (HU: Börzsöny-hegység) + Burda (SK)
  - Colline di Gödöllő (HU: Gödöllő dombság)
  - Cerová vrchovina (SK; Cerová Highlands) + Cserhát (HU: Cserhát-hegység)
  - Mátra (HU: Mátra hegység)
  - Bükk (HU: Bükk-hegység – literally Beech Mountains)
  - Cserhát (HU: Csereháti dombság)
  - Monti Slanec (SK: Slanské vrchy) + Monti Zemplén (HU: Zempléni-hegység, also Tokaji-hegység/Tokaj Mountains)
  - Monti Zemplín (SK, Zemplínske vrchy)